# Kartographia Winterthur
Kartographia Winterthur war ein von 1842 bis 1924 bestehender Kartenverlag mit Sitz in Winterthur.

## Geschichte
Der Verlag wurde 1842 als Joh. Wurster & Comp. gegründet, nach ihrem Gründer Johann Ulrich Wurster (1814–1880). Wichtige Beteiligte am Unternehmen waren neben dem Gründer unter anderem auch Jakob Melchior Ziegler (1801–1883), Johann Randegger (1830–1900) und Jakob Schlumpf (1857–1916). Das Unternehmen änderte im Verlauf seines Bestehens mehrfach den Namen, so fungierte es ab 1863 als Wurster, Randegger & Cie., ab 1890 als Topographische Anstalt J. Schlumpf, bevor der Verlag 1906 seinen letzten Namen annahm. 1910 gab der Verlag den ersten Schweizer Weltatlas heraus.
Bekannte für den Verlag tätige Kartographen waren Rudolf Leuzinger und Fridolin Becker. Der Verlag war bekannt für die konsequente Anwendung der Farbenlehre.
Als der Verlag 1924 schliesslich Konkurs ging, wurde er vom Orell-Füssli-Verlag übernommen, der damit seine kartographische Abteilung aufbaute. Ein Grossteil des Nachlasses befindet sich heute in den Winterthurer Bibliotheken.